# William Lobkowicz
William Lobkowicz (* 7. září 1961 Boston) je česko-americký podnikatel z roudnické primogeniturní větve českého šlechtického rodu Lobkowiczů. V roce 1990 se natrvalo přestěhoval do tehdejšího Československa, aby zde zrestituoval rozsáhlé rodové majetky po předcích a věnoval se jejich celkové obnově.

## Původ
Narodil se jako čtvrté dítě a třetí syn Martina Maxmiliána z Lobkovic (1928–2014). Ten byl jedním ze synů českého diplomata a velvyslance Československa ve Velké Británii během druhé světové války Maxmiliána z Lobkovic a jeho manželky Gillian Somervillové. Ti se přestěhovali se svými třemi syny Martinem Maxmiliánem, Dominikem Mikulášem a Oliverem Karlem z Londýna do Bostonu ve státě Massachusetts. Jeho matkou je Margaret Juettová narozená v Kentucky.
William Lobkowicz poprvé navštívil Československo v roce 1976, ve svých 14 letech.
Navštěvoval střední školu Milton Academy a poté Harvardovu univerzitu, kde se specializoval na studium evropských dějin s důrazem na třicetiletou válku a dějiny umění, zejména hudby. Po studiích se věnoval bankovnictví a podnikal v realitním průmyslu v Massachusetts.

## Osobní život
Oženil se s Alexandrou Florescuovou (* 28. srpna 1963, Boston), dcerou historika Radu Floresca, potomka jedné z nejstarších rumunských šlechtických rodin, Florescu. Mají spolu 3 děti:
- 1. William Rudolf (* 5. září 1994 Boston)
- 2. Ileana Yvonne (* 15. května 1997 Boston)
- 3. Sophia Nicole (* 19. října 2001 Praha)

## Restituce majetku v Československu

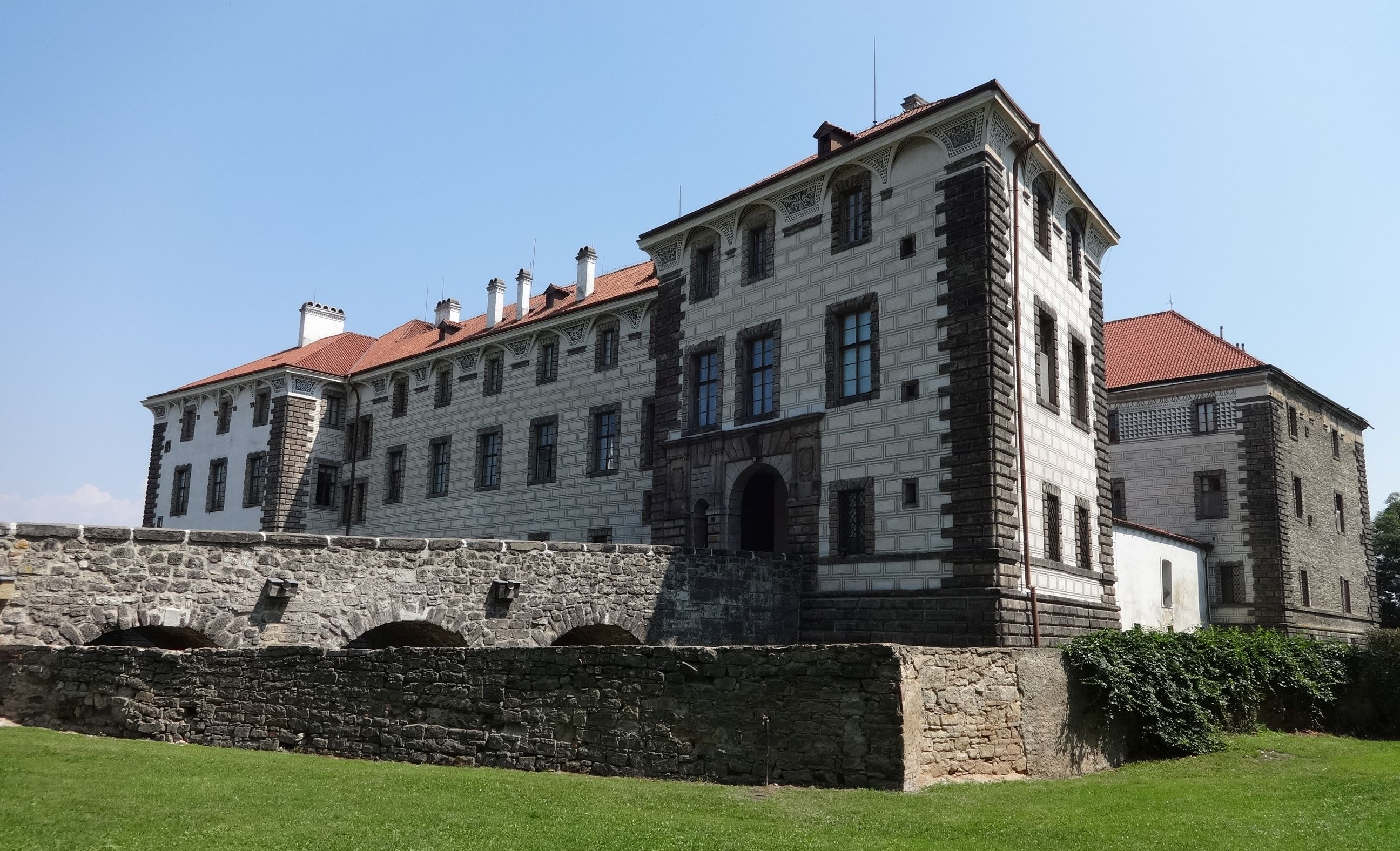
Zámek Nelahozeves je v majetku Lobkowiczů s výjimkou let 1950–1992 od roku 1623

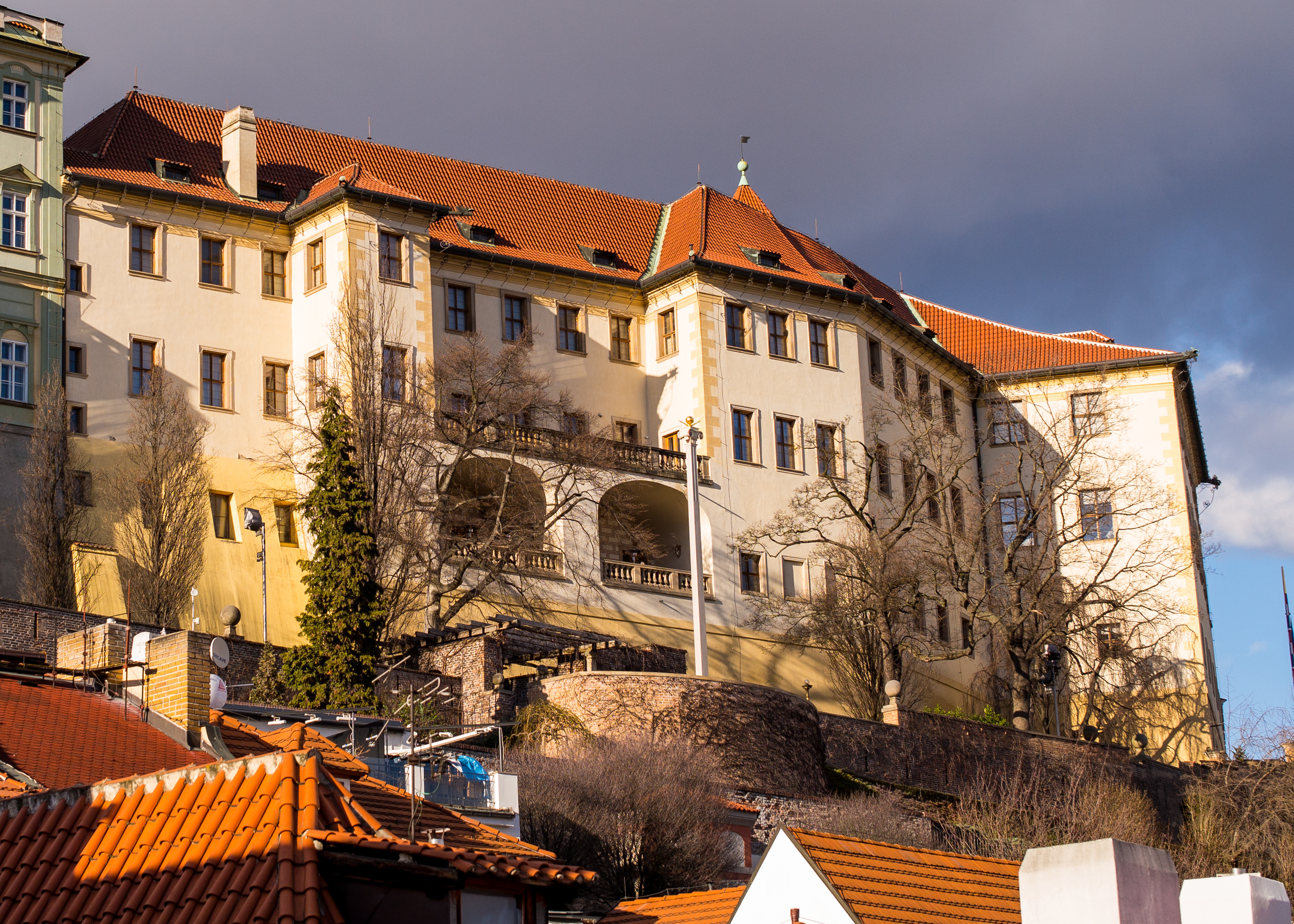
Lobkovický palác, jediná soukromě vlastněná budova v areálu Pražského hradu

Krátce po pádu komunismu v Československu v listopadu 1989 se William Lobkowicz trvale přestěhoval do země svých předků, aby v restitucích se souhlasem otce a sourozenců Martina juniora, Johna a Margaret uplatnil nárok na rodinné vlastnictví, zejména rodové nemovitosti a rozsáhlé umělecké sbírky. V současné době jeho společnosti Lobkowiczké umělecké sbírky spravují a v rodových sídlech – v Lobkovickém paláci na Pražském hradě, na zámcích v Nelahozevsi, Roudnici a na hradě Střekově v Ústí nad Labem jsou organizovány výstavy, koncerty či rodinné festivaly. Většinu finančních prostředků rodina Lobkowicz investuje zpět do obnovy a údržby uměleckých sbírek a nemovitostí, často zdecimovaných komunistickým režimem.
Z více než deseti zámků a paláců, které Lobkowiczové v minulosti vlastnili, nyní William Lobkowicz spravuje čtyři, včetně Lobkovického paláce (dříve Pernštejnského), který je jediným soukromě vlastněným palácem v areálu Pražského hradu. Zbývající části majetku byly rozprodány na financování obnovy a údržby (např. lesy v Krušnohoří, objekty v Bílině, hrad Vysoký Chlumec) nebo je přenechal státu (zámek Jezeří) – okolní lesy však spravoval i nadále.

### Lobkowiczký palác na Pražském hradě
Lobkowiczký či Lobkovický palác v Praze navrácený rodině Lobkowiczů v rámci restitucí tvoří nejvýchodnější křídlo areálu Pražského hradu na vrchu Hradčany, zatímco Lobkovický palác na Malé Straně je v majetku státu a slouží jako sídlo německého velvyslanectví. Hradčanský palác a tamní restaurace jsou využívány pro konání soukromých i veřejných společenských akcí, koncertů a výstav.
Ve stálé expozici v paláci je mimo jiné vystaven obraz Senoseč od Pietera Bruegela staršího z roku 1565, jeden z pěti obrazů patřících do cyklu Měsíce. Dílo zachycuje období červen – červenec.

### Hudební archiv
Sbírky Lobkovického hudebního archivu v Lobkovickém paláci skýtají na 5000 hudebních děl významných autorů, originální rukopisy skladeb Josepha Haydna, Wolfganga Amadea Mozarta, či Ludwiga van Beethovena. Nejcennějším rukopisem ve sbírce je původní partitura Beethovenovy 3. symfonie Es dur (Eroica), složená v letech 1803/1804. Beethoven původně plánoval věnování symfonie Napoleonu Bonapartovi, nicméně kvůli honoráři, který dostal, změnil věnování knížeti Josefu Františkovi Maxmiliánovi z Lobkovic. Dále originál notové partitury Beethovenových symfonií „Osudové“ č. 5 a „Pastorální“ č. 6, stejně jako jeho smyčcových kvartetů Opus 18, kterou autor věnoval svému velkému podporovateli, knížeti z Lobkovic. Ten byl také dedikantem dalších skvělých děl, včetně „Lobkowitzových“ kvartetů Josepha Haydna (Opus 77) ad. Části Beethovenovy partitury se postupně digitalizují pro studijní účely.
Williamovi z Lobkovic se rovněž podařilo získat zpět rodný dům Antonína Dvořáka v Nelahozevsi a iniciovat postupnou renovaci objektu. S manželkou Alexandrou plánuje na zámku v Nelahozevsi vybudovat kulturní centrum pro odborné studijní účely i veřejnost.

### Lobkowiczké zámecké vinařství v Roudnici nad Labem.
William Lobkowicz vlastní a provozuje rovněž jedno z nejstarších vinařství v Čechách v Roudnici nad Labem. Víno se zde vyrábí již od roku 1603 a sklepy vinařství jsou přímo v podzemí roudnického zámku.

### Pivovar Lobkowicz
K majetku patřil i pivovar Lobkowicz, který rod vlastnil od roku 1474. Lobkowiczové se na jeho chodu, s výjimkou komunistické éry, podíleli až do roku 2008.